# うえほんまちハイハイタウン
座標: 北緯34度39分56.3秒 東経135度31分6.5秒 / 北緯34.665639度 東経135.518472度

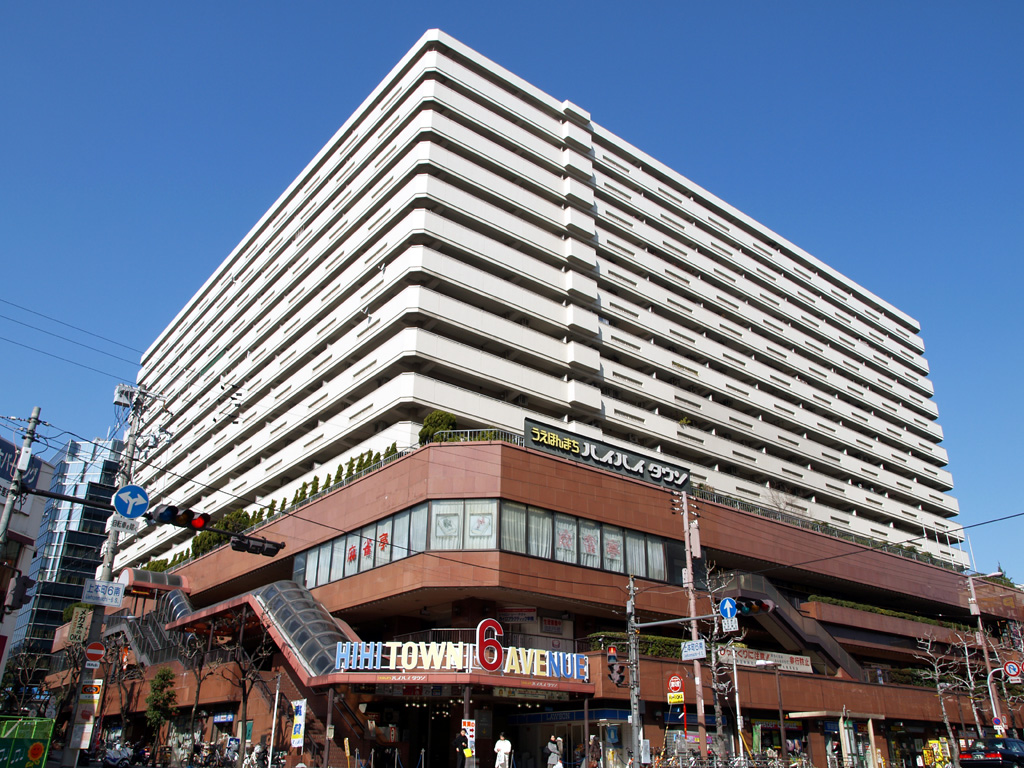
うえほんまちハイハイタウン

うえほんまちハイハイタウンは、近畿日本鉄道（近鉄）大阪上本町駅前（大阪府大阪市天王寺区）にある複合型商業施設である。

## 歴史
大阪上本町駅前の商業施設は1925年に「大軌（大阪電気軌道）ビル」として開設され、そのビルの敷地内に近鉄百貨店の母体となる三笠屋百貨店がオープン。しかし第二次世界大戦（太平洋戦争）の影響で焼け野原となり、上本町地域の商業ビルも廃墟と化した。戦後は「闇市」が開かれたが、大阪府警察本部は闇市閉鎖を決行。その後改めて地主との賃貸契約を結ぶことで商業閉鎖の危機を乗り切ったが、これを機に住民が「復興速進会」を発足し、1948年「国際商店会」に発展していった。
1962年上本町6丁目（上六）商店会から大阪市に対して公園緑地計画の変更を求める陳情書が提出され、上本町地区に地下街を含む地上10階建てのビルディングを共同で建設したい旨を提案。1969年6月に制定された「都市再開発法」を受けて8月に同商店会振興組合により公園の廃止と市街地再開発の陳情書が提出。1974年12月にその変更告示が行われ、1977年に再開発事業の認可を受け、1979年に完成した。

## 施設データ
地下1階 - 地上15階建て。
上層階は分譲マンションとして販売された住居区域があり、他にオフィス等のテナント区画となっている。
地下1階は飲食店のフロアで、地上1階から3階までは商業施設として各種テナントが入居。
このほか、施設完成時から三和銀行の支店が入居していた経緯で、2016年6月の支店統合まで地下階に三菱東京UFJ銀行（現：三菱UFJ銀行）のATMコーナーが置かれていた。

## エピソード
完成イベントでは、近畿地方出身の明石家さんまがステージ上でショーを行った。

## テレビCM
2016年 - 創業37年目にして初のテレビCMがスタート。中将タカノリ、まりな、オカノアキラが出演する奇抜な内容となっている。
このメンバーは上本町のコミュニティ番組ほんまええとこ うえほんまちのレギュラー出演者でもある。